# Kompromis Jagielloński
Kompromis Jagielloński – system głosowania w Radzie Unii Europejskiej zaproponowany w roku 2004 przez naukowców z Uniwersytetu Jagiellońskiego, matematyka Wojciecha Słomczyńskiego i fizyka Karola Życzkowskiego, oparty na ogólnej zasadzie, że „głos każdego obywatela w każdym kraju Unii powinien w procesie decyzyjnym w Radzie znaczyć tyle samo”.
Kompromis Jagielloński to tzw. ważony system wyborczy oparty na jednym kryterium, czyli taki system, w którym:
- poszczególnym {\displaystyle M} graczom przyznane są określone wagi głosu {\displaystyle w_{j}} {\displaystyle (j=1,...,M)} sumujące się do {\displaystyle 1,} czyli {\displaystyle \textstyle \sum _{i=1}^{M}w_{i}=1;}
- decyzja zostaje podjęta, jeżeli suma głosów graczy opowiadających się za nią przekracza ustalony próg większości kwalifikowanej {\displaystyle q>1/2.}

Kompromis Jagielloński tłumaczy jak należy określić zarówno wagi, jak i próg, aby każdy obywatel Unii miał przy przyjęciu pewnych założeń taki sam wpływ na jej decyzje:
- po pierwsze, ponieważ siła głosu obywatela {\displaystyle j}-tego państwa mierzona wskaźnikiem Penrose’a-Banzhafa, jest iloczynem jego siły głosu w rodzimym państwie i siły głosu tego państwa w Unii, a ta pierwsza jest zgodnie z prawem pierwiastkowym Penrose’a odwrotnie proporcjonalna do pierwiastka z liczby obywateli tego kraju {\displaystyle {\sqrt {N_{j}}},} to siła głosu państwa członkowskiego {\displaystyle j} z liczbą mieszkańców {\displaystyle N_{j}} powinna być dla równowagi proporcjonalna do pierwiastka z liczby ludności {\displaystyle {\sqrt {N_{j}}};}
- po drugie, teoria optymalnego progu stworzona przez polskich naukowców mówi jak zagwarantować to, aby siła głosu była proporcjonalna do pierwiastka z liczby ludności {\displaystyle {\sqrt {N_{j}}}{:}} należy ustalić wagi głosu {\displaystyle w_{j}} proporcjonalne do {\displaystyle {\sqrt {N_{j}}},} czyli {\displaystyle w_{j}={\sqrt {N_{j}}}/\textstyle \sum _{i=1}^{M}{\sqrt {N_{i}}},} i przyjąć taki próg, w którym te wagi głosu będą w przybliżeniu proporcjonalne do siły głosu. Na podstawie centralnego twierdzenia granicznego naukowcy wywnioskowali, że próg ten powinien wynosić:

{\displaystyle q:={\frac {1+{\sqrt {\sum _{i=1}^{M}w_{i}^{2}}}}{2}}={\frac {1}{2}}\cdot \left(1+{\frac {\sqrt {\sum _{i=1}^{M}N_{i}}}{\sum _{i=1}^{M}{\sqrt {N_{i}}}}}\right).}
Reasumując, w Kompromisie Jagiellońskim postuluje się:
1. Przyznanie każdemu państwu członkowskiemu UE wagi głosu proporcjonalnej do pierwiastka z liczby jego obywateli;
2. Ustalenie progu większości kwalifikowanej na poziomie danym powyższym wzorem;
3. Przyjęcie zasady, że decyzja Rady UE zostaje podjęta, jeżeli suma głosów państw opowiadających się za nią przekracza próg.

Taki system podejmowania decyzji może być też zastosowany na analogicznej zasadzie w innych organach decyzyjnych organizacji międzynarodowych. Dla typowego rozkładu ludności w organizacji liczącej {\displaystyle M} członków wartość optymalnego progu większości kwalifikowanej {\displaystyle q_{*}} maleje z {\displaystyle M} jak {\displaystyle q_{*}\approx 1/2+1/{\sqrt {\pi M}}}.
System był analizowany przez innych naukowców, a także omawiany szeroko w prasie.